# コンセプシオン (チリ)
コンセプシオン（ Concepción）は、チリ中南部にある商工業都市で、ビオビオ州の州都。人口は21万9057人（2017年）。

## 概要
首都のサンティアゴから南西へ約341キロ離れている。ビオビオ川沿いに位置し、近郊には太平洋への外港のタルカワノがある。都市圏の規模からチリ第二もしくは第三の都市と呼ばれる。

## 歴史
コンセプシオンは1550年、コンキスタドールのペドロ・デ・バルディビアによってビオビオ川の北岸、現在のベンコ(Penco)地区に創設された。設立当初の町の名前はConcepcion del Nuevo Extremoであった。入植者は、チリ人、スペイン人の領土とマプチェ族の土地の間のラ・フロンテラ(La Frontera)地区の北側数キロメートルに住んだ。マプチェ族はアメリカインディアンの部族で、1870年代まで抵抗を続け支配されることはなかった。入植はスペインの官庁によって公式に認められており、2年後には王室の法によって認められた。現在も使用されている市章もこのとき与えられた。
コンセプシオンはチリ王国の軍の重要な拠点であったが、1554年に侵略、破壊され、1555年に再建された後、再びスペイン植民地化の初期に起きたアラウコ戦争で、マプチェ族に破壊された。ガルシア・ウルタード・デ・メンドーサがやって来てアルト・デ・ピント(Alto de Pinto)に砦を築き町を修復し、1558年1月6日にヘロニモ・デ・ビリェガスによって町は再建された。この後2世紀に渡り、町はマプチェ族に対抗するための軍隊の拠点となり、人口は1万人に増えた。1564年に町はマプチェ族に包囲された。1565年から1575年まで、スペイン植民地時代最も重要な政府組織であったアウディエンシアが、コンセプシオンに置かれていた。
- 1751年 コンセプシオン地震が発生し破壊。
- 1754年 現在の地で再建。
- 1837年 地震によって全域が破壊。
- 2010年 マグニチュード8.8のチリ地震が発生。バチェレ大統領は、非常事態に相当する災害宣言を出した。震源は、本市から北北東へ約115キロ離れた太平洋沖合で震源の深さは約35キロである[2]。

## 教育
- コンセプシオン大学
- ビオ＝ビオ大学

## 交通
- ビオトレンというチリ国鉄子会社の近郊電車が運行されている。

- カリエル・スール国際空港

## 姉妹都市
- カスカヴェル（ブラジル）
- ベツレヘム（パレスチナ自治区）
- グアヤキル（エクアドル）
- ロサリオ（アルゼンチン）
- ラプラタ（アルゼンチン）
- オークランド（ニュージーランド）
- スクレ（ボリビア）
- カラカス（ベネズエラ）

## 気候
| コンセプシオンの気候           | コンセプシオンの気候 | コンセプシオンの気候 | コンセプシオンの気候 | コンセプシオンの気候 | コンセプシオンの気候 | コンセプシオンの気候 | コンセプシオンの気候 | コンセプシオンの気候 | コンセプシオンの気候 | コンセプシオンの気候 | コンセプシオンの気候 | コンセプシオンの気候 | コンセプシオンの気候 |
| 月                             | 1月                  | 2月                  | 3月                  | 4月                  | 5月                  | 6月                  | 7月                  | 8月                  | 9月                  | 10月                 | 11月                 | 12月                 | 年                   |
| ------------------------------ | -------------------- | -------------------- | -------------------- | -------------------- | -------------------- | -------------------- | -------------------- | -------------------- | -------------------- | -------------------- | -------------------- | -------------------- | -------------------- |
| 平均最高気温 °C （°F）         | 22.8 (73)            | 22.4 (72.3)          | 20.9 (69.6)          | 18.4 (65.1)          | 15.6 (60.1)          | 13.4 (56.1)          | 13.0 (55.4)          | 13.8 (56.8)          | 15.1 (59.2)          | 16.8 (62.2)          | 19.2 (66.6)          | 21.5 (70.7)          | 17.7 (63.9)          |
| 日平均気温 °C （°F）           | 16.3 (61.3)          | 15.7 (60.3)          | 13.9 (57)            | 12.0 (53.6)          | 10.8 (51.4)          | 9.2 (48.6)           | 8.8 (47.8)           | 9.1 (48.4)           | 9.7 (49.5)           | 11.5 (52.7)          | 13.5 (56.3)          | 15.5 (59.9)          | 12.2 (54)            |
| 平均最低気温 °C （°F）         | 10.5 (50.9)          | 10.2 (50.4)          | 8.9 (48)             | 7.5 (45.5)           | 7.4 (45.3)           | 6.2 (43.2)           | 5.7 (42.3)           | 5.6 (42.1)           | 5.6 (42.1)           | 6.8 (44.2)           | 8.3 (46.9)           | 9.9 (49.8)           | 7.7 (45.9)           |
| 雨量 mm （inch）               | 21.0 (0.827)         | 14.6 (0.575)         | 24.9 (0.98)          | 56.0 (2.205)         | 178.3 (7.02)         | 218.2 (8.591)        | 222.1 (8.744)        | 153.2 (6.031)        | 87.6 (3.449)         | 64.9 (2.555)         | 41.1 (1.618)         | 28.2 (1.11)          | 1,110.1 (43.705)     |
| 出典：Meteorología Interactiva |                      |                      |                      |                      |                      |                      |                      |                      |                      |                      |                      |                      |                      |

## スポーツ
チリのサッカー1部リーグプリメーラ・ディビシオンのウニベルシダ・デ・コンセプシオンの本拠地である。

## ギャラリー

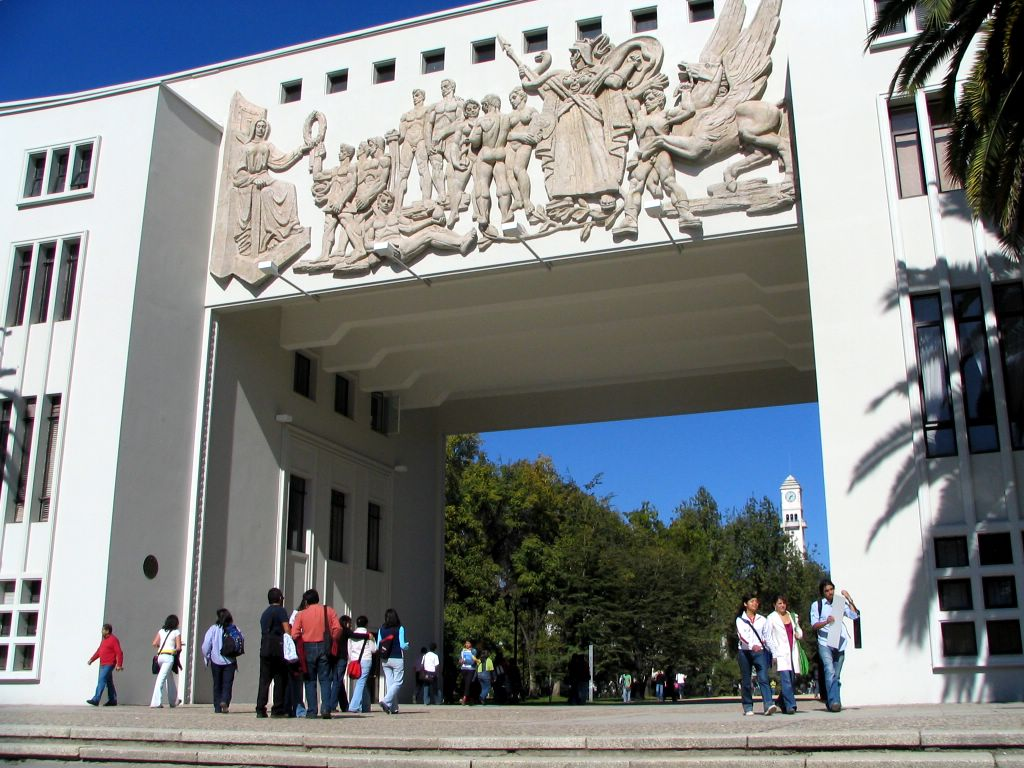
コンセプシオン大学キャンパスにある「医学の門（Arco de Medicina）」
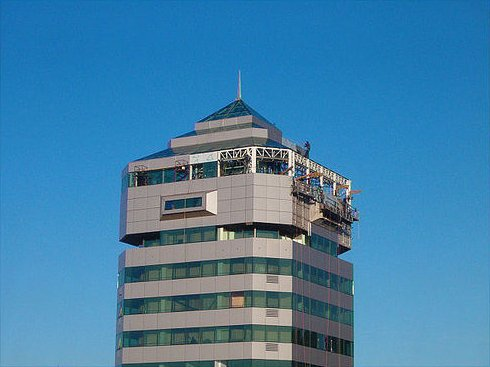
アンデス・タワー
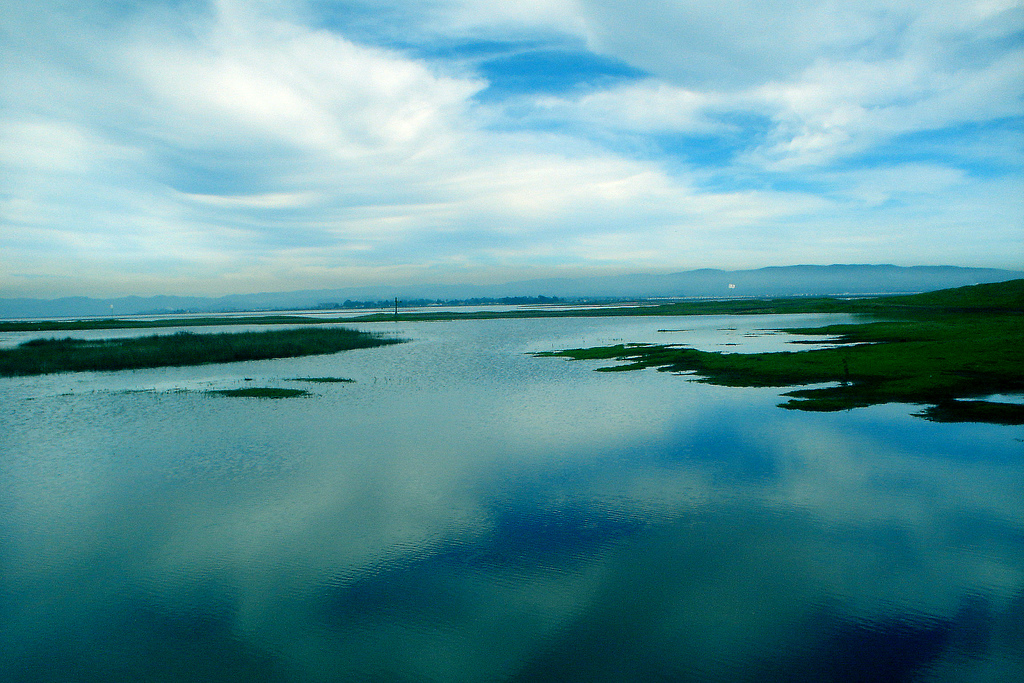
太平洋に注ぐビオビオ川の河口
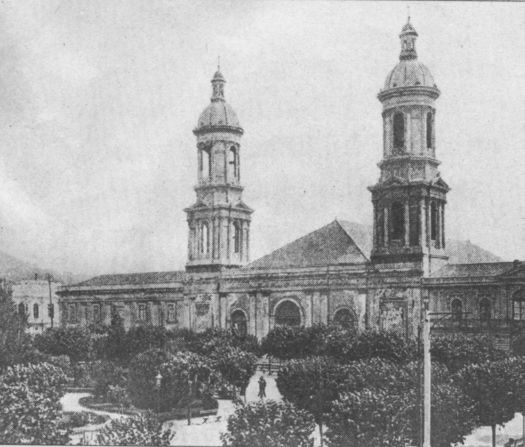
コンセプシオン大聖堂。1939年の地震により倒壊
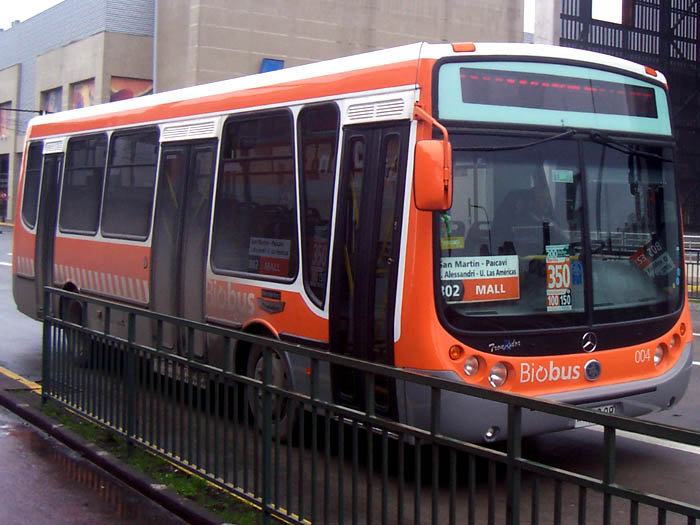
鉄道駅に接続するビオバス
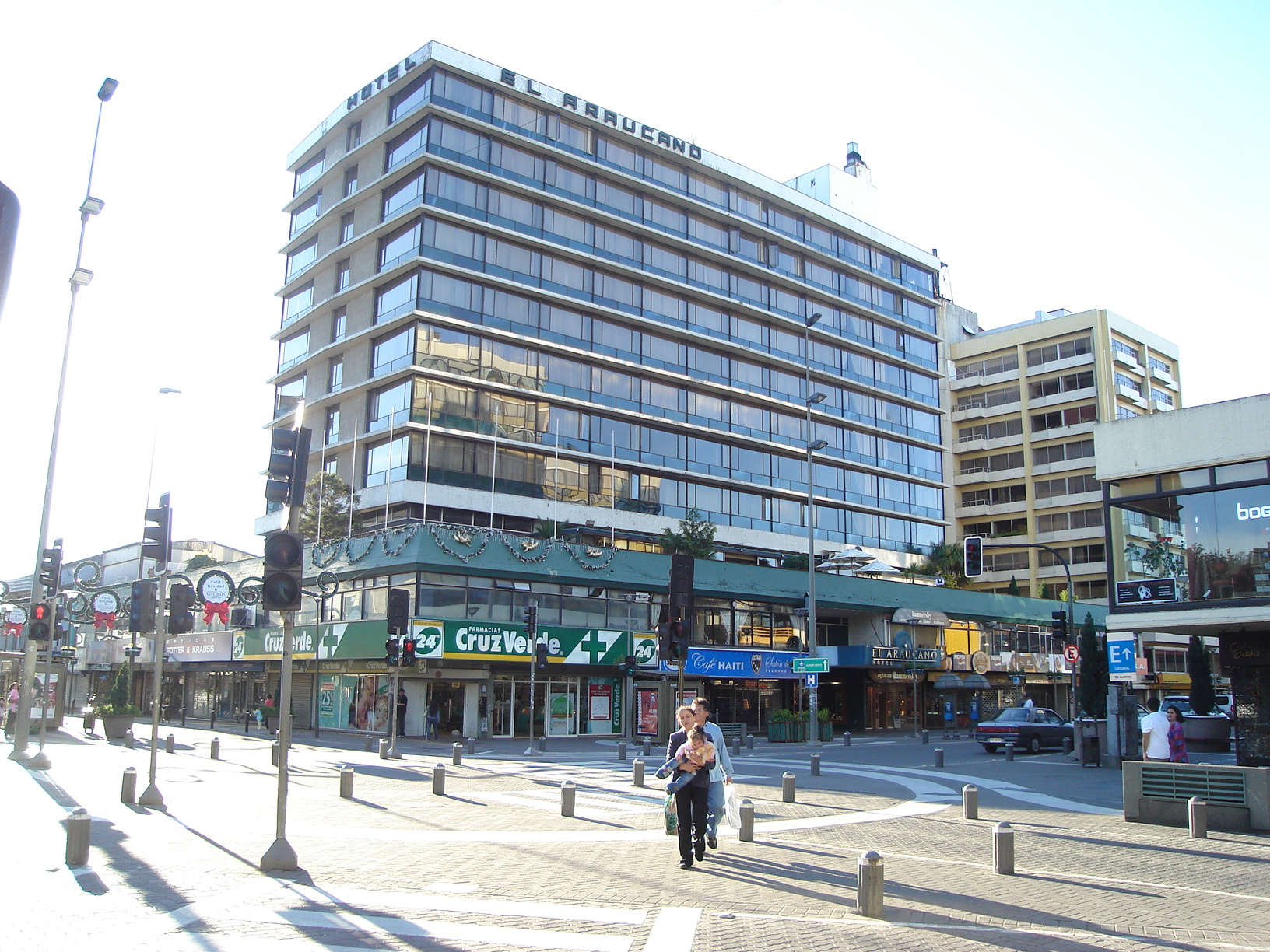
ホテル・アラウカノ
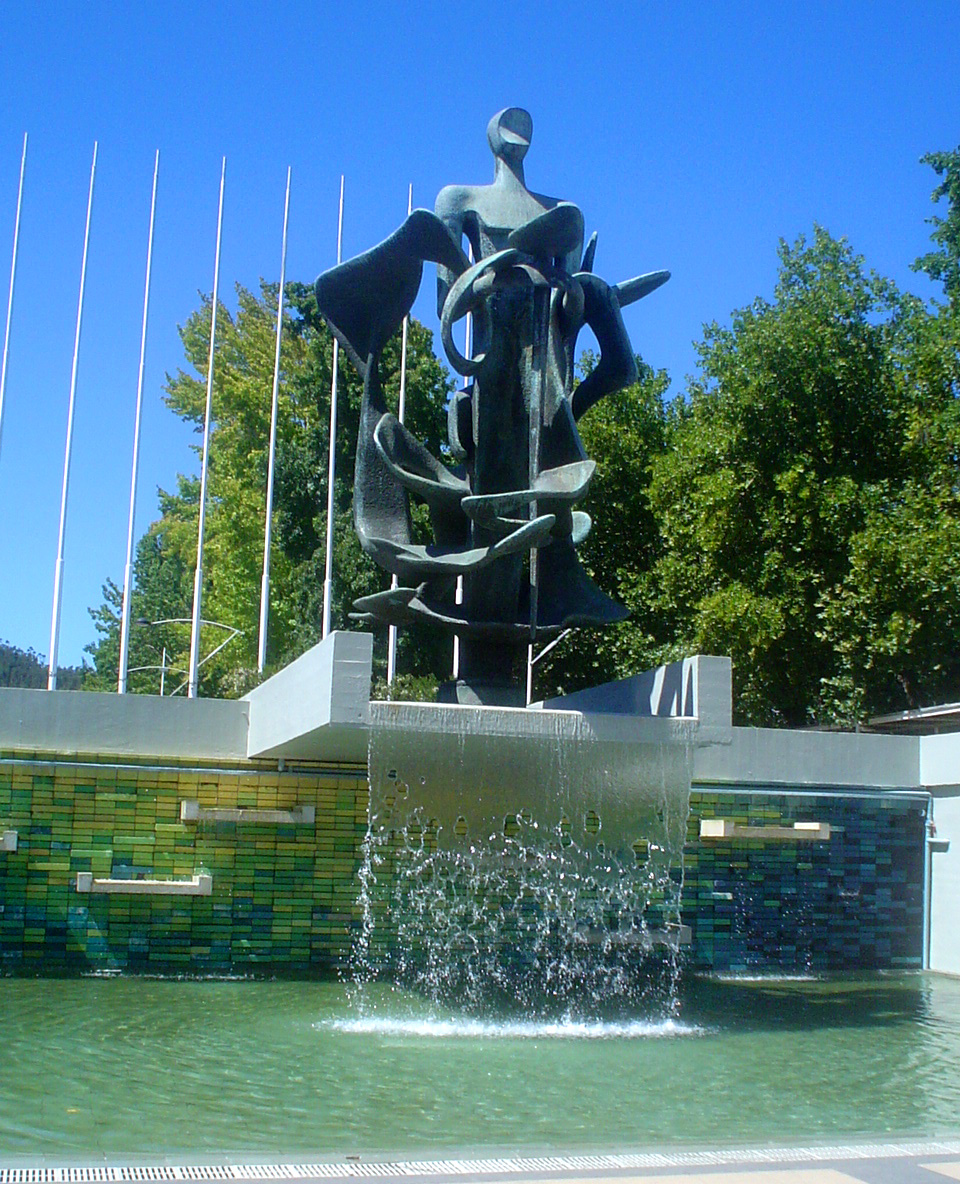
「コンセプシオン大学の創設者のスプリットへの敬意」の彫刻
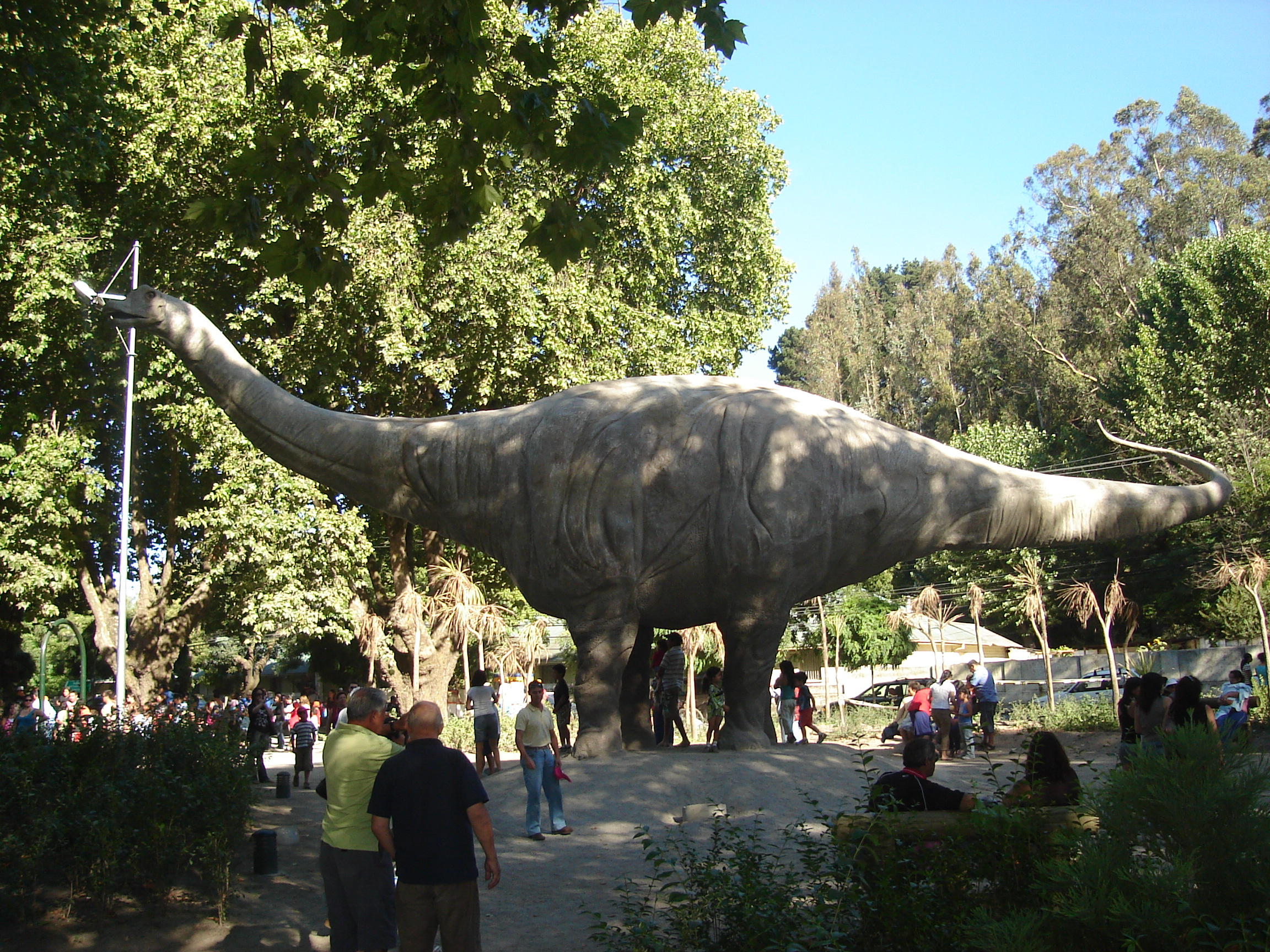
アセヴェド広場の恐竜公園内のディプロドカス
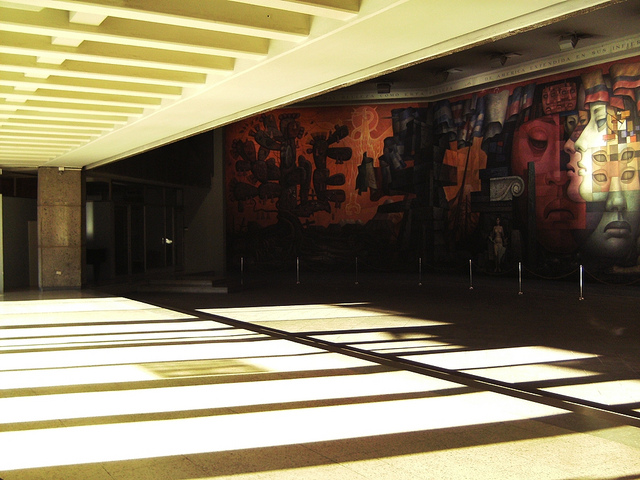
「Presencia de América Latina」の壁画のあるカサ・デル・アルテの入り口
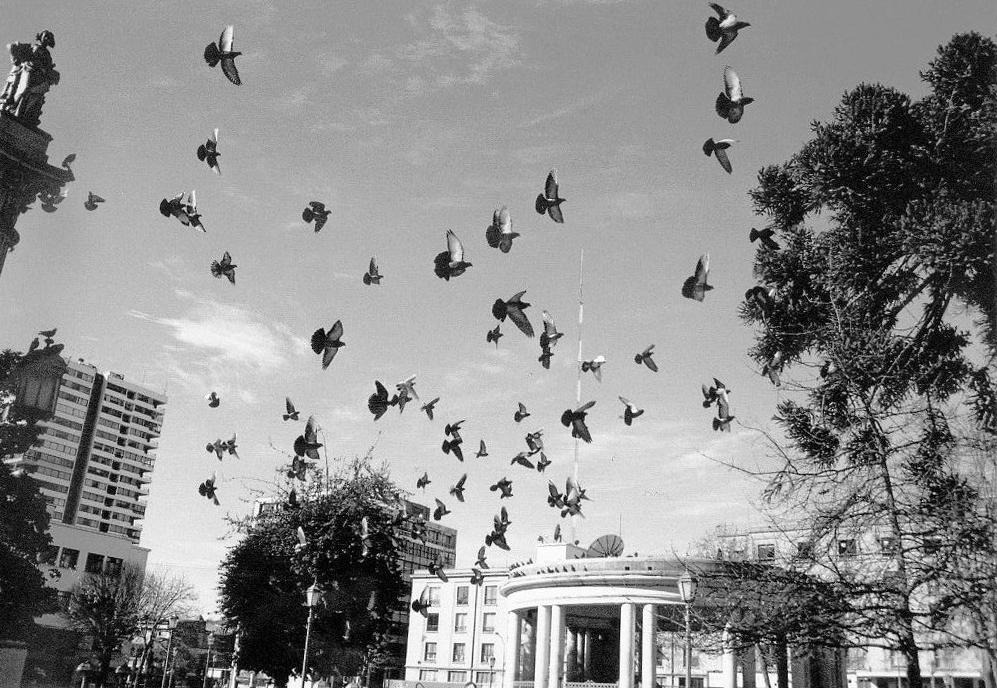
コンセプシオンのアルマス広場である「独立広場」
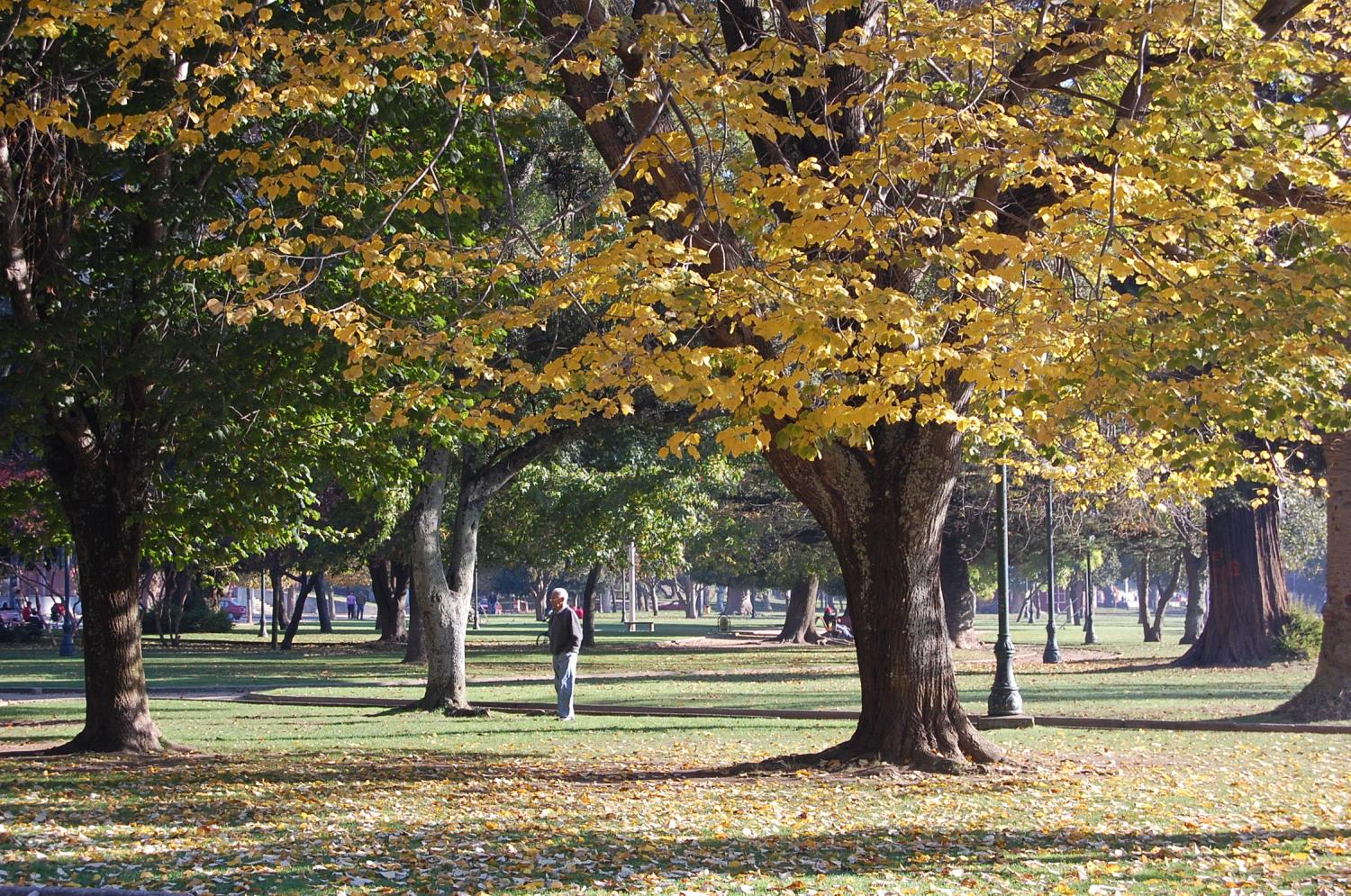
セッロ・カラコルの坂から見たエクアドル公園の風景
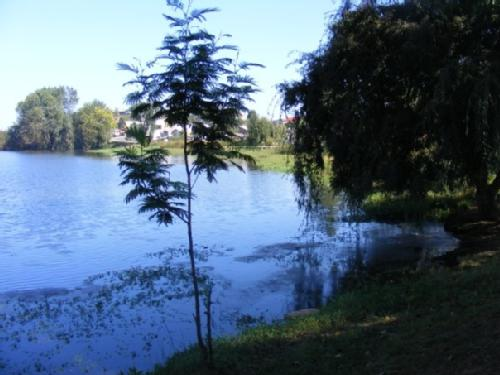
ロ・メンデス・ラグーン
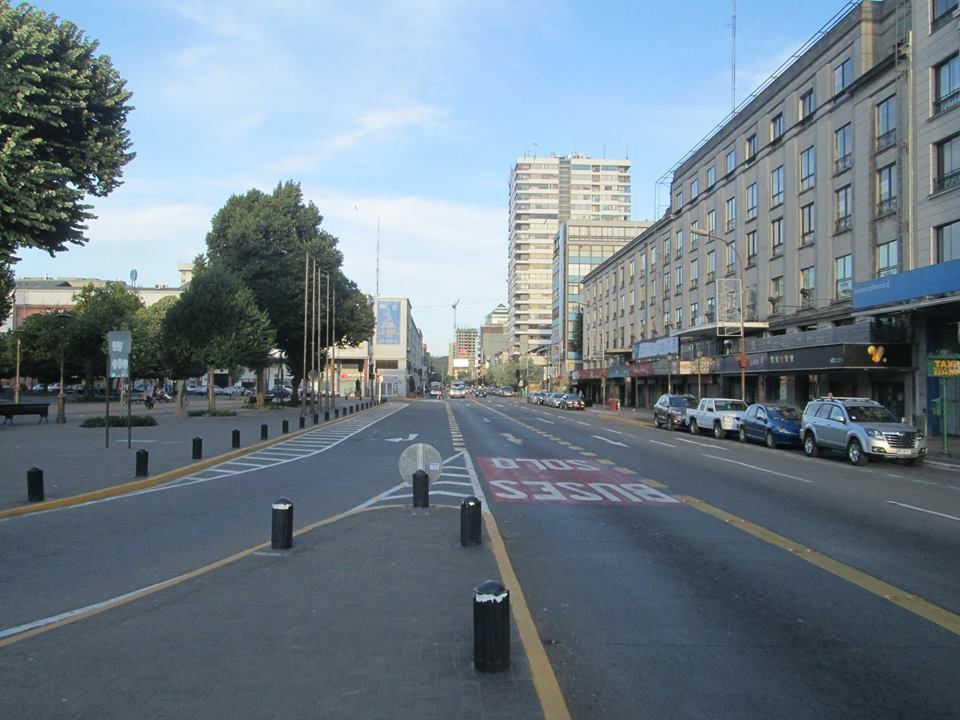
アベニーダオイギンスからコンセプシオンビュー